# Entropia Universe
Entropia Universe, tidigare Project Entropia, är ett datorspel för PC (Windows) utvecklat av Mindark. Det är ett RCE (Real Cash Economy) - MMORPG i 3D-miljö.
Spelet kan laddas ned gratis och det kostar inget att spela, men all utrustning som kan behövas kostar pengar. Det går att köpa exempelvis vapen, kläder, ammunition, rustning, maskiner, lokaler och även mark. När utrustning används minskar den i värde. Entropia Universe är en virtuell värld där deltagarna kan skapa sig nya liv och utföra handlingar som i verkligheten. Entropia Universe är också en av få online-världar med ett fungerande penningsystem (se också Second Life) med en valuta som är konvertibel till varje växlingsbar valuta i den riktiga världen (RCE, Real Cash Economy). Valutan som används är PED (Project Entropia Dollar, indelad i 100 Project Entropia Cents) som är bunden till amerikanska dollar, så att 10 PED = 1 USD. Man kan även växla till brittiska pund, svenska kronor och euro. Detta möjliggör för deltagarna att skaffa sig yrken och försörja sig i den simulerade världen. Entropia har även någonting som heter Society där man är en grupp människor som samlas och blir vänner och samarbetar.

## Auktion
Auktionen är en viktig möjlighet att sälja och köpa vapen, mark och annan utrustning. Mindark brukar annonsera då värdefulla saker ska auktioneras ut. Att placera något för utauktionering kostar 0,5 PED plus en procentsats. (Som motsvarar 5 % av värdet på det man lägger ut)
- 15 december 2004: Mindark auktionerade ut en ö med namnet Treasure island. Auktionen påbörjades i slutet av augusti och slutbudet hamnade på 260 000 PED, eller 26 000 USD. Den 22-årige australiensaren Zachurm "Deathifier" Emegen lade det högsta budet. Vid den tiden var det rekord och uppmärksammades av Guinness rekordbok. Emegen uppger att han sedan dess gjort en vinst på ön, genom skatter, tomt- och husförsäljning med mera.[1]
- 26 oktober 2005: En rymdstation med 1 000 bostäder auktionerades ut och slutbudet hamnade på 1 000 000 PED eller 100 000 USD. Den amerikanska filmregissören Jon "NEVERDIE" Jacobs lade det högsta budet.[2] 2010 sålde han Space Resort till olika andra Entropia Universe-deltagare för totalt 635 000 USD.[3] Rymdstationen innehåller även nattklubbar, sportarenor och arrangerade jaktarenor.